# Pseudanthessius gracilis
Pseudanthessius gracilis is een eenoogkreeftjessoort uit de familie van de Pseudanthessiidae. De wetenschappelijke naam van de soort is voor het eerst geldig gepubliceerd in 1889 door Claus.